# Gerhard Stoltenberg
Gerhard Stoltenberg (29. september 1928 i Kiel – 23. november 2001 i Bad Godesberg) var en tysk politiker, ministerpræsident og minister, der repræsenterede CDU. 
Han gjorde tjeneste i hæren fra 1944 og studerede efter sin Abitur historie, sociologi og filosofi ved Christian-Albrechts-Universität zu Kiel, hvorfra han blev dr.phil. i 1954. Han arbejdede derefter som forsker og blev i 1960 professor. Han var i 1965 og igen 1969/1970 direktør for Krupp-værkerne i Essen.
I 1947 blev han medlem af CDU, og var fra 1955 til 1961 formand for Junge Union. Han blev medlem af Bundestag allerede i 1957, sad i første omgang til 1971 og igen 1983-1998. Fra 1965 til 1969 var han Tysklands videnskabsminister, fra 1971 til 1982 ministerpræsident i Slesvig-Holsten, hvor Karl Otto Meyer tog kampen op mod Stoltenberg, der stillede sig helt afvisende til det danske mindretals politiske krav.
I sin egenskab af ministerpræsident var han fra 1977 til 1978 præsident for Bundesrat. Fra 1982 til 1989 Tysklands finansminister og fra 1989 til 1992 forsvarsminister. 
Helmut Kohl forlangte hans afgang som forsvarsminister efter en kontrovers omkring Tysklands salg af kampvogne til Tyrkiet. Fra 1996 til sin død var han formand for Otto-von-Bismarck-Stiftung i Friedrichsruh.